# Championnat de France de rugby à XV de 2e division 1995-1996
Navigation
2e division 1994-1995 2e division 1996-1997
Le championnat de France de rugby à XV de 2e division 1995-1996 appelé 2e division est l'antichambre de la première division, le Elite 1. La compétition de déroule de septembre 1995 au 9 juin 1996.
En raison des ajustements et de la réduction du nombre de club de la première division, un échelon supplémentaire est ajouté, la 1re division B. Le championnat de 2e division est ainsi provisoirement, et jusqu'en 1997, placé au 3e échelon de la hiérarchie du rugby en France.

## Première phase
Les équipes sont listées dans leur ordre de classement à l'issue de la phase qualificative. Le nom des équipes qualifiées pour les 16e de finale est en gras, les reléguées en italique.
| 1. RC Hyères 2. Beaurepaire 3. Châteauneuf Orange 4. La Valette 5. La Voulte sportif 6. Martigues Port de Bouc 7. Six Fours 8. Tricastin 9. CS Vienne 10. Sorgues | 1. SA Mauléon 2. Boucau Tarnos 3. Cambo 4. Captieux 5. Gujan Mestras 6. Langon 7. Mouguerre 8. Mugron 9. Pontacq 10. US Salles | 1. Clamart 2. Domont 3. Genlis 4. Lons le Saunier 5. Mâcon 6. Metz 7. Pontarlier 8. US Maison Laffitte 9. Viry Chatillon 10. Colmar |
| - AS Saint Junien - ASPTT Paris - Balma ORC - Bourges AC - Evreux - Lombez Samatan - Orthez - Stade Piscénois                                                     | | |

## Deuxième phase
Equipes qualifiées pour les trente-deuxièmes de finale :
1. AS Saint Junien
2. Clamart
3. ASPTT Paris
4. Balma ORC
5. Domont
6. Lombez Samatan
7. Orthez
8. RC Hyères
9. SA Mauléon
10. Stade piscénois

## Phase finale

### Trente-deuxièmes de finale
| Équipe 1 | Équipe 2        | Résultat |
| -------- | --------------- | -------- |
| Clamart  | AS Saint-Junien | 9-6      |

### Seizièmes de finale
| Équipe 1  | Équipe 2   | Résultat |
| --------- | ---------- | -------- |
| Balma ORC | SA Mauléon | 26-24    |
| Clamart   | Domont     | 27-18    |

### Quarts de finale
| Équipe 1    | Équipe 2 | Résultat |
| ----------- | -------- | -------- |
| ASPTT Paris | Clamart  | 12-12    |

### Finale
| Équipe 1        | Équipe 2    | Résultat |
| --------------- | ----------- | -------- |
| Stade piscénois | ASPTT Paris | 12-9     |